# Newgrounds
Newgrounds è un sito web statunitense di intrattenimento, oltre che di social media. Fondato nel 1995 da Tom Fulp, il sito è principalmente costituito da animazione Flash e videogiochi per browser, ma dispone anche di sezioni dedicate alla musica e all'arte. La piattaforma è proprietà di Tom Fulp che sovrintende ancora oggi numerosi aspetti del sito e produce regolarmente nuovi contenuti da pubblicare. Newgrounds è il più vecchio portale di animazioni Flash presente in rete, e si distingue per essere stato il primo ad avere un sistema automatico di inserimento dei contenuti generati dagli utenti e di rating dei contenuti. Raggiunse un enorme successo quando lo studio di animazione coreano Sambakza lo utilizzò come piattaforma di lancio per la sua serie "There She Is!!"
I suoi uffici hanno sede a Glenside in Pennsylvania.